# Lijst van voetbalinterlands Engeland - Turkije
Deze lijst van voetbalinterlands is een overzicht van alle officiële voetbalwedstrijden tussen de nationale teams van Engeland en Turkije. De landen speelden tot op heden elf keer tegen elkaar. De eerste ontmoeting, een kwalificatiewedstrijd voor het Wereldkampioenschap voetbal 1986, werd gespeeld in Istanboel op 14 november 1984. Het laatste duel, een vriendschappelijke wedstrijd, vond plaats op 22 mei 2016 in Manchester. Voor beide teams was dit een oefenwedstrijd in de voorbereiding op het Europees kampioenschap voetbal 2016.

## Wedstrijden
| №  | Plaats     | Datum            | Competitie           | Wedstrijd          | Uitslag |
| -- | ---------- | ---------------- | -------------------- | ------------------ | ------- |
| 1  | Istanboel  | 14 november 1984 | WK 1986 kwalificatie | Turkije – Engeland | 0 – 8   |
| 2  | Londen     | 16 oktober 1985  | WK 1986 kwalificatie | Engeland – Turkije | 5 – 0   |
| 3  | İzmir      | 29 april 1987    | EK 1988 kwalificatie | Turkije – Engeland | 0 – 0   |
| 4  | Londen     | 14 oktober 1987  | EK 1988 kwalificatie | Engeland – Turkije | 8 – 0   |
| 5  | İzmir      | 1 mei 1991       | EK 1992 kwalificatie | Turkije – Engeland | 0 – 1   |
| 6  | Londen     | 16 oktober 1991  | EK 1992 kwalificatie | Engeland – Turkije | 1 – 0   |
| 7  | Londen     | 18 november 1992 | WK 1994 kwalificatie | Engeland – Turkije | 4 – 0   |
| 8  | İzmir      | 31 maart 1993    | WK 1994 kwalificatie | Turkije – Engeland | 0 – 2   |
| 9  | Sunderland | 2 april 2003     | EK 2004 kwalificatie | Engeland – Turkije | 2 – 0   |
| 10 | Istanboel  | 11 oktober 2003  | EK 2004 kwalificatie | Turkije – Engeland | 0 – 0   |
| 11 | Manchester | 22 mei 2016      | Vriendschappelijk    | Engeland – Turkije | 2 – 1   |

## Samenvatting
| Competitie        | Totaal gespeeld | Winst Engeland | Gelijk | Winst Turkije | Doelsaldo Engeland – Turkije |
| ----------------- | --------------- | -------------- | ------ | ------------- | ---------------------------- |
| WK-kwalificatie   | 4               | 4              | 0      | 0             | 19 − 0                       |
| EK-kwalificatie   | 6               | 4              | 2      | 0             | 12 − 0                       |
| Vriendschappelijk | 1               | 1              | 0      | 0             | 2 − 1                        |
| Totaal            | 11              | 9              | 2      | 0             | 33 − 1                       |

Wedstrijden bepaald door strafschoppen worden, in lijn met de FIFA, als een gelijkspel gerekend.

## Details

### Eerste ontmoeting
| WK 1986 kwalificatie (Istanboel, Turkije, 14 november 1984): |       | |
| Turkije                                                      | 0 – 8 | Engeland |
|                                                              | goals | 13' Bryan Robson 17' Tony Woodcock 44' Bryan Robson 46' John Barnes 56' John Barnes 58' Bryan Robson 61' Tony Woodcock 86' Viv Anderson |

### Derde ontmoeting
| EK 1988 kwalificatie (İzmir, Turkije, 29 april 1987): |       |          |
| Turkije                                               | 0 – 0 | Engeland |
|                                                       | goals |          |

### Vijfde ontmoeting
| EK 1992 kwalificatie (İzmir, Turkije, 1 mei 1991):                                 |       |                 |
| Turkije                                                                            | 0 – 1 | Engeland        |
|                                                                                    | goals | 32' Dennis Wise |
| - Debuut van Dennis Wise (Chelsea) en Geoff Thomas (Crystal Palace) voor Engeland. |       |                 |

### Zesde ontmoeting
| EK 1992 kwalificatie (Londen, Verenigd Koninkrijk, 16 oktober 1991): |       |         |
| Engeland                                                             | 1 – 0 | Turkije |
| Alan Smith 21'                                                       | goals |         |

### Zevende ontmoeting
| WK 1994 kwalificatie (Londen, Verenigd Koninkrijk, 18 november 1992):    |       |         |
| Engeland                                                                 | 4 – 0 | Turkije |
| Paul Gascoigne 16' Alan Shearer 28' Stuart Pearce 61' Paul Gascoigne 62' | goals |         |

### Achtste ontmoeting
| WK 1994 kwalificatie (Izmir, Turkije, 31 maart 1993): |       |                                   |
| Turkije                                               | 0 – 2 | Engeland                          |
|                                                       | goals | 6' David Platt 44' Paul Gascoigne |

### Tiende ontmoeting
| EK 2004 kwalificatie (Istanboel, Turkije, 11 oktober 2003): |              | |
| Turkije | 0 – 0        | Engeland |
| | goals        | |
| Şenol Güneş | bondscoach   | Sven-Göran Eriksson |
| Rüştü Reçber İbrahim Üzülmez Bülent Korkmaz Fatih Akyel Alpay Özalan Emre Belözoğlu 80' Okan Buruk 68' Tugay Kerimoğlu Hakan Şükür Nihat Kahveci Sergen Yalçın 61' | opstellingen | David James Gary Neville Ashley Cole John Terry Sol Campbell Steven Gerrard David Beckham 88' Paul Scholes 67' Emile Heskey 71' Wayne Rooney Nicky Butt |
| Tuncay Şanlı 61' İlhan Mansız 68' Ergün Penbe 80' | wissels      | 67' Darius Vassell 71' Kieron Dyer 88' Frank Lampard |
| Hakan Şükür 58' Tugay Kerimoğlu 62' Rüştü Reçber 80' | gele kaarten | 81' Nicky Butt |
| - David Beckham mist namens Engeland een strafschop in de 36ste minuut.                                                                                            |              | |

### Elfde ontmoeting
| Vriendschappelijk (Manchester, Verenigd Koninkrijk, 22 mei 2016):                                                                        |              | |
| Engeland | 2 – 1        | Turkije |
| Harry Kane 3' Jamie Vardy 83' | goals        | 13' Hakan Çalhanoğlu |
| Roy Hodgson | bondscoach   | Fatih Terim |
| Joe Hart Kyle Walker Danny Rose Eric Dier Gary Cahill John Stones Raheem Sterling 73' Jack Wilshere 66' Jamie Vardy Harry Kane Dele Alli | opstellingen | Volkan Babacan Hakan Balta 70' Caner Erkin Gökhan Gönül Mehmet Topal Selçuk İnan 84' Volkan Şen 70' Oğuzhan Özyakup 87' Ozan Tufan 78' Hakan Çalhanoğlu Cenk Tosun |
| Jordan Henderson 66' Danny Drinkwater 73'                                                                                                | wissels      | 70' İsmail Köybaşı 70' Mahmut Tekdemir 78' Olcay Şahan 84' Yasin Öztekin 87' Mevlüt Erdinç                                                                         |
| Jack Wilshere 57' | gele kaarten | 32' Oğuzhan Özyakup 72' Mehmet Topal |

FA · A-internationals · Selecties · Bondscoaches · Engels vrouwenelftal · Brits olympisch elftal · Engeland -21 · Engeland -20 · Engeland -19 · Engeland -18 · Engeland -17 · Engeland -16 · Vrouwen -17
1872 – 1899 ·
1900 – 1919 ·
1920 – 1929 ·
1930 – 1939 ·
1940 – 1949 ·
1950 – 1959 ·
1960 – 1969 ·
1970 – 1979 ·
1980 – 1989 ·
1990 – 1999 ·
2000 – 2009 ·
2010 – 2019 ·
2020 − 2029
EK's: 1968 ·
1980 ·
1988 ·
1992 ·
1996 ·
2000 ·
2004 ·
2012 · 
2016 · 
2020 · 
2024
WK's: 1950 ·
1954 ·
1958 ·
1962 ·
1966 ·
1970 ·
1982 ·
1986 ·
1990 ·
1998 ·
2002 ·
2006 ·
2010 ·
2014 ·
2018 · 
2022
Albanië ·
Algerije ·
Andorra ·
Argentinië ·
Australië ·
Azerbeidzjan ·
België ·
Bosnië en Herzegovina ·
Brazilië ·
Bulgarije ·
Canada ·
Chili ·
China ·
Colombia ·
Costa Rica ·
Cyprus ·
Denemarken ·
DDR · 
Duitsland ·
Ecuador ·
Egypte ·
Estland ·
Finland ·
Frankrijk ·
Georgië ·
Ghana ·
GOS ·
Griekenland ·
Honduras ·
Hongarije ·
Ierland ·
IJsland · 
Iran ·
Israël ·
Italië ·
Ivoorkust ·
Jamaica ·
Japan ·
Joegoslavië ·
Kameroen ·
Kazachstan ·
Koeweit ·
Kosovo ·
Kroatië ·
Liechtenstein ·
Litouwen ·
Luxemburg ·
Maleisië ·
Malta ·
Marokko ·
Mexico ·
Moldavië ·
Montenegro ·
Nederland ·
Nieuw-Zeeland ·
Nigeria ·
Noord-Ierland ·
Noord-Macedonië ·
Noorwegen ·
Oekraïne ·
Oostenrijk ·
Panama · 
Paraguay ·
Peru · 
Polen ·
Portugal ·
Roemenië ·
Rusland ·
San Marino · 
Saoedi-Arabië ·
Schotland ·
Senegal ·
Servië ·
Servië en Montenegro · 
Slovenië ·
Slowakije ·
Sovjet-Unie ·
Spanje ·
Trinidad en Tobago ·
Tsjechië ·
Tsjecho-Slowakije ·
Tunesië ·
Turkije ·
Uruguay ·
Verenigde Staten ·
Wales ·
Wit-Rusland ·
Zuid-Afrika ·
Zuid-Korea ·
Zweden ·
Zwitserland
Algerije (2010) · 
Argentinië (1986) · 
Argentinië (1998) · 
Argentinië (2002) · 
België (1990) · 
België (2018, 1) · 
België (2018, 2) · 
Brazilië (2002) · 
Colombia (1998) ·
Colombia (2018) ·
Costa Rica (2014) ·
Denemarken (2002) ·
Denemarken (2021) · 
Duitsland (2000) ·
Duitsland (2010) ·
Duitsland (2021) ·
Ecuador (2006) ·
Egypte (1990) ·
Frankrijk (1982) ·
Frankrijk (2012) ·
Frankrijk (2022) ·
Ierland (1990) · 
IJsland (2016) ·
Italië (1990) · 
Italië (2012) · 
Italië (2014) · 
Italië (2021) · 
Kameroen (1990) · 
Koeweit (1982) · 
Kroatië (2018) ·
Kroatië (2021) · 
Marokko (1986) · 
Nederland (1990) · 
Nigeria (2002) · 
Oekraïne (2012) · 
Oekraïne (2021) ·
Panama (2018) · 
Paraguay (1986) · 
Paraguay (2006) · 
Polen (1986) · 
Portugal (1986) · 
Portugal (2000) · 
Portugal (2006) · 
Roemenië (1998) ·
Roemenië (2000) ·
Rusland (2016) ·
Schotland (2021) ·
Senegal (2022) ·
Slovenië (2010) ·
Slowakije (2016) ·
Spanje (1982) ·
Spanje (2024) ·
Trinidad en Tobago (2006) ·
Tsjechië (2021) ·
Tsjecho-Slowakije (1982) ·
Tunesië (1998) ·
Tunesië (2018) ·
Uruguay (2014) ·
Verenigde Staten (2010) ·
Wales (2016) · 
West-Duitsland (1966) ·
West-Duitsland (1982) ·
West-Duitsland (1990) ·
Zweden (2002) ·
Zweden (2006) · 
Zweden (2012)
TFF · A-internationals · Selecties · Bondscoaches · Turks vrouwenelftal · Olympisch elftal · Turkije U21 · Turkije U20 · Turkije U19 · Turkije U18 · Turkije U17 · Turkije U16
1923 – 1929 · 
1930 – 1939 · 
1940 – 1949 · 
1950 – 1959 · 
1960 – 1969 · 
1970 – 1979 · 
1980 – 1989 · 
1990 – 1999 · 
2000 – 2009 · 
2010 – 2019 ·
2020 − 2029
EK 1996 · 
EK 2000 · 
EK 2008 · 
EK 2016 ·
EK 2020 ·
EK 2024 · WK 1954 · WK 2002 · OS 1924 · 
OS 1928 · 
OS 1936 · 
OS 1948 · 
OS 1952 · 
OS 1960
1923 · 
1924 · 
1925 · 
1926 · 
1927 · 
1928 · 
1929 · 1930 · 
1931 · 
1932 · 
1933 · 1934 · 1935 · 
1936 · 
1937 · 
1938 · 1939 · 1940 · 1941 · 1942 · 1943 · 1944 · 1945 · 1946 · 1947 · 
1948 · 
1949 · 
1950 · 
1952 · 
1952 · 
1953 · 
1954 · 
1955 · 
1956 · 
1957 · 
1958 · 
1959 · 
1960 · 
1961 · 
1962 · 
1963 · 
1964 · 
1965 · 
1966 · 
1967 · 
1968 · 
1969 · 
1970 · 
1971 · 
1972 · 
1973 · 
1974 · 
1975 · 
1976 · 
1977 · 
1978 · 
1979 · 
1980 · 
1981 · 
1982 · 
1983 · 
1984 · 
1985 · 
1986 · 
1987 · 
1988 · 
1989 · 
1990 · 
1991 · 
1992 · 
1993 · 
1994 · 
1995 · 
1996 · 
1997 · 
1998 · 
1999 · 
2000 · 
2001 · 
2002 · 
2003 · 
2004 · 
2005 · 
2006 · 
2007 · 
2008 · 
2009 · 
2010 · 
2011 · 
2012 · 
2013 · 
2014 · 
2015 ·
2016 ·
2017 ·
2018 ·
2019 ·
2020 ·
2021 ·
2022 ·
2023 ·
2024
Albanië ·
Algerije ·
Andorra ·
Angola ·
Armenië ·
Australië ·
Azerbeidzjan ·
België ·
Bosnië en Herzegovina ·
Brazilië ·
Bulgarije ·
Canada ·
Chili ·
China ·
Colombia ·
Costa Rica ·
DDR ·
Denemarken ·
Duitsland ·
Ecuador ·
Egypte ·
Engeland ·
Estland ·
Ethiopië ·
Faeröer ·
Finland ·
Frankrijk ·
Georgië ·
Ghana ·
Gibraltar ·
Griekenland ·
Guinee ·
Honduras ·
Hongarije ·
Ierland ·
IJsland ·
Irak ·
Iran ·
Israël ·
Italië ·
Ivoorkust ·
Japan ·
Joegoslavië ·
Kameroen ·
Kazachstan ·
Kosovo ·
Kroatië ·
Letland ·
Libanon ·
Libië ·
Liechtenstein ·
Litouwen ·
Luxemburg ·
Maleisië ·
Malta ·
Moldavië ·
Montenegro · 
Nederland ·
Nieuw-Zeeland ·
Noord-Ierland ·
Noord-Macedonië ·
Noorwegen ·
Oekraïne ·
Oezbekistan ·
Oostenrijk ·
Pakistan ·
Paraguay ·
Polen ·
Portugal ·
Qatar · 
Roemenië ·
Rusland ·
San Marino ·
Saoedi-Arabië ·
Schotland ·
Senegal ·
Servië ·
Slovenië · 
Slowakije ·
Sovjet-Unie ·
Spanje ·
Syrië ·
Tsjechië ·
Tsjecho-Slowakije ·
Tunesië ·
Uruguay ·
Verenigde Staten ·
Wales ·
Wit-Rusland ·
Zuid-Afrika ·
Zuid-Korea ·
Zweden ·
Zwitserland
Brazilië (2002, 1) · 
Costa Rica (2002) · 
Duitsland (2008) · 
Italië (2021) · 
Kroatië (2008) · 
Kroatië (2016) · 
Portugal (2008) · 
Spanje (2016) · 
Tsjechië (2008) · 
Wales (2021) · 
Zwitserland (2008) · 
Zwitserland (2021)